# Brandy (piosenkarka)
Brandy Rayana Norwood (ur. 11 lutego 1979 w McComb) – amerykańska piosenkarka, aktorka, modelka, autorka tekstów i producentka muzyczna. Zdobywczyni nagrody Grammy dla wokalistki R&B, 11-krotnie nominowana do tej nagrody.

## Życiorys

### Rodzina i edukacja
Urodziła się w McComb w Missisipi jako córka Sonja Norwood (z domu Bates), menadżerki dystryktu dla H&R Block, i Williama Raya Norwooda Sr., śpiewaka gospel i dyrektora chóru. Jej młodszy brat, Ray J, właściwie William Raymond Norwood Jr. (ur. 1981) to piosenkarz R&B. Jest kuzynką rapera Snoop Dogga i wrestlerki WWE Sashy Banks. Wychowywała się w wierze chrześcijańskiej i zaczęła śpiewać w lokalnym chórze kościelnym dyrygowanym przez ojca, wykonując swoją pierwszą solową partię w wieku dwóch lat. W 1983 jej rodzice przenieśli się do Carson w Kalifornii.
Uczęszczała do Hollywood High Performing Arts Center. W wieku siedmiu lat stała się fanką Whitney Houston, ale w szkole nie znalazła wsparcia wśród nauczycieli do wysłania jej na przesłuchania. Jako 11-latka Norwood zaczęła występować w talent show i w ramach młodzieżowej grupy śpiewaczej występowała na kilku publicznych uroczystościach.
W 1996 ukończyła Hollywood High School. W 1999 uczęszczała na Pepperdine University, ale zrezygnowała ze studiów z powodu napiętego harmonogramu.

### Kariera
W 1990 jej talent doprowadził do zawarcia kontraktu z Teaspoon Productions, na czele z Chrisem Stokesem i Earlem Harrisem, który zaangażował ją jako wokalistkę wspierającą boysbandu R&B Immature i zorganizował produkcję taśmy demo. W 1993, w trakcie trwających negocjacji z East West Records, rodzice Norwooda zawarli kontrakt płytowy z Atlantic Recording Corporation po przesłuchaniu dyrektora A&R Darryla Williamsa. 
Po raz pierwszy trafiła na kinowy ekran jako Brandy Beechwood w horrorze komediowym Franka Marshalla Arachnofobia (1990). Od 8 września 1993 do 16 lutego 1994 występowała jako Danesha Turrell, zawstydza 15-letnia córka Thei w 19. odcinkach sitcomu ABC Thea. We wrześniu 1994 ukazał się jej debiutancki album Brandy i osiągnął dwudziestą miejsce na amerykańskiej liście Billboard 200, następnie zdobył potrójną platyną i wylansował hity takie jak „I Want to Be Down” i „Baby”. Wkrótce przyjęła główną rolę Moeshy Mitchell w familijnym sitcomie UPN Zwariowana rodzinka (Moesha, 1996–2001), za którą zdobyła trzykrotnie nominację do Nickelodeon Kids’ Choice Awards (1998, 2000, 2001), Young Artist Award (1997, 1998, 1999) i Teen Choice Awards (1999). Za tytułową rolę Kopciuszka w familijnym filmie muzycznym ABC Kopciuszek (Cinderella, 1997) z Whitney Houston i Whoopi Goldberg była nominowana do NAACP Image Awards jako wybitna aktorka w filmie telewizyjnym lub mini-serialu. Zagrała postać Karli Wilson w sequelu Koszmar następnego lata (I Still Know What You Did Last Summer, 1998) u boku Jennifer Love Hewitt i Freddiego Prinze’a, a następnie wystąpiła w roli Kayli Harris w telewizyjnym dramacie muzycznym ABC Platynowa płyta (Double Platinum, 1999) z Dianą Ross.
Jej kolejne przeboje to m.in.: „Sittin’ Up in My Room” (1995), „The Boy Is Mine” (1998) w duecie z Monicą, „Have You Ever?” (1998) i „What About Us” (2002). Brandy w swoim dotychczasowym dorobku sprzedała 18 milionów albumów i singli w samych USA, natomiast na świecie – 36 milionów. Została jednym z trojga jurorów w amerykańskim reality show America’s Got Talent.

## Dyskografia
- Brandy (album) (1994)
- Never Say Never (1998)
- Full Moon (2002)
- Afrodisiac (2004)
- The Best of Brandy (2005)
- Human (2008)
- Two Eleven (2012)
- B7 (2020)

## Single
| Rok  | Tytuł                                                   | Pozycja na liście | Pozycja na liście | Pozycja na liście | Pozycja na liście | Pozycja na liście | Pozycja na liście | Pozycja na liście | Pozycja na liście | Pozycja na liście | Pozycja na liście | Pozycja na liście | Pozycja na liście | Album                        |
| Rok  | Tytuł                                                   | US                | CAN               | UK                | IRE               | AUS               | NZ                | GER               | SWI               | NET               | FRA               | SWE               | UWC               | Album                        |
| ---- | ------------------------------------------------------- | ----------------- | ----------------- | ----------------- | ----------------- | ----------------- | ----------------- | ----------------- | ----------------- | ----------------- | ----------------- | ----------------- | ----------------- | ---------------------------- |
| 1994 | „I Wanna Be Down”                                       | 6                 | -                 | 36                | -                 | 12                | 11                | -                 | -                 | -                 | -                 | -                 | -                 | Brandy                       |
| 1995 | „Baby”                                                  | 4                 | -                 | -                 | -                 | 16                | 4                 | -                 | -                 | -                 | -                 | -                 | -                 | Brandy                       |
| 1995 | „Best Friend”                                           | 34                | -                 | -                 | -                 | -                 | 11                | -                 | -                 | -                 | -                 | -                 | -                 | Brandy                       |
| 1995 | „Brokenhearted” (featuring Wanya Morris of Boyz II Men) | 9                 | -                 | -                 | -                 | -                 | 6                 | -                 | -                 | -                 | -                 | -                 | -                 | Brandy                       |
| 1996 | „Sittin' up in My Room”                                 | 2                 | -                 | 30                | -                 | -                 | 6                 | -                 | -                 | -                 | -                 | 60                | -                 | Waiting to Exhale soundtrack |
| 1996 | „Missing You” (with Tamia, Gladys Knight & Chaka Khan)  | 25                | -                 | -                 | -                 | 90                | 2                 | -                 | -                 | -                 | -                 | -                 | -                 | Set It Off soundtrack        |
| 1998 | „The Boy Is Mine” (with Monica)                         | 1                 | 1                 | 2                 | 2                 | 3                 | 3                 | 5                 | 3                 | 1                 | 2                 | 3                 | 1                 | Never Say Never              |
| 1998 | „Top of the World” (featuring Ma$e)                     | 4                 | 21                | 1                 | 18                | 39                | 29                | 42                | 42                | 52                | 39                | 52                | 3                 | Never Say Never              |
| 1998 | „Have You Ever”                                         | 1                 | 20                | 13                | 25                | 8                 | 1                 | 58                | -                 | 23                | 85                | 57                | 1                 | Never Say Never              |
| 1999 | „Angel in Disguise”                                     | 72                | -                 | -                 | -                 | -                 | -                 | -                 | -                 | -                 | -                 | -                 | -                 | Never Say Never              |
| 1999 | „Almost Doesn't Count”                                  | 16                | -                 | 15                | -                 | -                 | 13                | 88                | -                 | -                 | -                 | -                 | 26                | Never Say Never              |
| 1999 | „(Everything I Do) I Do It for You”1                    | -                 | -                 | -                 | -                 | -                 | 28                | -                 | -                 | -                 | -                 | -                 | -                 | Never Say Never              |
| 1999 | „U Don't Know Me (like U Used to)”2                     | 79                | 50                | 25                | -                 | -                 | -                 | -                 | -                 | -                 | -                 | -                 | -                 | Never Say Never              |
| 2000 | „Never Say Never”2                                      | 79                | 50                | 25                | -                 | -                 | -                 | -                 | -                 | -                 | -                 | -                 | -                 | Never Say Never              |
| 2001 | „Another Day In Paradise” (with Ray-J)3                 | -                 | -                 | 5                 | 4                 | 11                | 29                | 2                 | 3                 | 6                 | 11                | 4                 | 6                 | Urban Renewal/Full Moon      |
| 2002 | „What About Us?”                                        | 7                 | 16                | 4                 | 17                | 6                 | 8                 | 13                | 8                 | 11                | 24                | 16                | 1                 | Full Moon                    |
| 2002 | „Full Moon”                                             | 18                | -                 | 15                | -                 | 43                | -                 | 54                | 72                | 51                | 27                | 53                | 18                | Full Moon                    |
| 2002 | „He Is”4                                                | 99                | -                 | -                 | -                 | -                 | -                 | -                 | -                 | -                 | -                 | -                 | -                 | Full Moon                    |
| 2004 | „Talk About Our Love” (featuring Kanye West)            | 36                | -                 | 6                 | 27                | 28                | -                 | 88                | 42                | 25                | -                 | -                 | 17                | Afrodisiac                   |
| 2004 | „Who Is She 2 U”                                        | 85                | -                 | 50                | -                 | 99                | -                 | -                 | -                 | -                 | -                 | -                 | -                 | Afrodisiac                   |
| 2004 | „Afrodisiac”5                                           | -                 | -                 | 11                | 22                | 31                | -                 | -                 | 36                | -                 | 25                | -                 | 27                | Afrodisiac                   |
| 2008 | „Right Here (Departed)”                                 | 34                | 39                | -                 | -                 | -                 | -                 | 2                 | 30                | 4                 | 7                 | 54                | 17                | Human                        |
| 2008 | „Long Distance”                                         | 124               | -                 | -                 | -                 | -                 | -                 | -                 | -                 | -                 | -                 | -                 | -                 | Human                        |
| 2008 | „Quickly” (duet with John Legend)                       | -                 | -                 | -                 | -                 | -                 | -                 | -                 | -                 | -                 | -                 | -                 | -                 | Human                        |
| 2008 | „The Definition”                                        | 111               | -                 | -                 | -                 | -                 | -                 | -                 | -                 | -                 | -                 | -                 | -                 | Human                        |
| 2008 | „True”                                                  | 118               | -                 | -                 | -                 | -                 | -                 | -                 | -                 | -                 | -                 | -                 | -                 | Human                        |

1Wydany tylko w Nowej Zelandii i Oceanii.
2Wydany jako podwójny singel w Ameryce Północnej i Wielkiej Brytanii
3Nie wydany w Ameryce Północnej.
4Wydany tylko w USA. Teledysk nie został nigdy nakręcony.
5Nie wydany w Ameryce Północnej.